# أرتور زامورا خيمينيز
أرتور زامورا خيمينيز هو محامي وسياسي مكسيكي، ولد في 30 مارس 1956 في غوادالاخارا في المكسيك. نشط حزبياً في الحزب الثوري المؤسساتي. وقد انتخب عضو مجلس النواب المكسيك ‏ وانتخب عضو مجلس الشيوخ المكسيكي ‏ وانتخب نائب عن الجمعية البرلمانية لمجلس أوروبا ‏ لترشحه ضمن قائمة المكسيك، (21 يناير 2013 – 28 مايو 2013).

## وصلات خارجية
- الموقع الرسمي